# Hách Sơn
Hách Sơn (chữ Hán giản thể: 赫山区) là một quận thuộc địa cấp thị Ích Dương tỉnh Hồ Nam Cộng hòa Nhân dân Trung Hoa. Quận này có diện tích 1280 ki-lô-mét vuông, dân số năm 2002 là 859.400 người. Mã số bưu chính là 413000, mã vùng điện thoại là 0737. Về mặt hành chính, quận này được chia thành 5 nhai đạo, 11 trấn, 9 hương.
- Nhai đạo: Hội Long Sơn, Kim Ngân Sơn, Đào Hoa Lôn, Triều Dương, Hách Sơn
- Trấn: Long Quang Kiều, Lan Khê, Bát Tự Tiêu, Thương Thủy Phố, Nhạc Gia Kiều, Nê Giang Khẩu, Âu Giang Xá, Tuyền Giao Hà, Tạ Lâm Cảng, Tân Thị Độ, Hoành Long Kiều.
- Hương: Thiên Gia Châu, Bạch Thạch Đường, Thạch Duẩn, Dương Giác, Bút Giá Sơn, Hoàng Nê Hồ, Bài Khẩu, Phàn Gia Miếu và Phượng Hoàng Hồ.